# Fredrik Rosencrantz
Fredrik Jakob Tage Ulfstand Rosencrantz (Benestad, Tomelilla, Escània, 26 d'octubre de 1879 - Malmö, 15 d'abril de 1957) va ser un capità de l'exèrcit i genet suec que va competir a començaments del segle xx.
El 1912 va prendre part en els Jocs Olímpics d'Estocolm, on va guanyar la medalla d'or en la prova de salts d'obstacles per equips del programa d'hípica, formant equip amb Gustaf Kilman, Hans von Rosen i Gustaf Lewenhaupt, amb el cavall Drabant.